# Globidrillia hemphillii
Globidrillia hemphillii là một loài ốc biển, là động vật thân mềm chân bụng sống ở biển trong họ Drilliidae.